# Ruthy Hebard
Ruthy Cecilia Hebard (Chicago, 28 aprile 1998) è una cestista statunitense, professionista nella WNBA.

## Carriera
È stata selezionata dalle Chicago Sky al primo giro del Draft WNBA 2020 con l'8ª chiamata assoluta.

## Palmarès
- Campionato WNBA: 1

Chicago Sky: 2021
- Migliore nella percentuale di tiro WNBA (2020)